# Bert Wilson (hockey sur glace)
Pour les articles homonymes, voir Wilson.
Bert Wilson (né le 17 octobre 1949 à Orangeville, dans la province de l'Ontario au Canada et mort le 28 février 1992) est un joueur de hockey sur glace professionnel qui joua dans la Ligue nationale de hockey pour les Rangers de New York, les Blues de Saint-Louis, les Kings de Los Angeles et les Flames de Calgary de 1973 à 1981 au poste d'ailier gauche.

## Carrière en club
Wilson fut repêché par les Rangers au second tour du repêchage amateur de la LNH 1969, 23e au total, des Knights de London. Après quelques saisons dans la filiale des Rangers à Providence, Wilson apparaît enfin dans la LNH en 1973-1974 pour 5 matches. Il en joua 61 la saison suivante avec ces mêmes Rangers avant d'être cédé aux Blues le 18 juin 1975 en compagnie de Ted Irvine et de Jerry Butler en retour de Bill Collins et John Davidson.
Il ne reste qu'une demi saison à Saint-Louis avant d'être vendu aux Kings, en compagnie de Curt Brackenbury, le 6 mars 1976. Il y passe 4 saisons complètes avant de passer aux Flames de Calgary avec Randy Holt en échange de Garry Unger à l'été 1980. Il ne joue qu'une saison chez les Flames ; il passa les deux saisons suivantes, ses deux dernières, avec les Golden Eagles de Salt Lake de la Ligue centrale de hockey.
Il meurt le 28 février 1992 d'un cancer de l'estomac.

### Statistiques de carrière
| Saison     | Équipe                     | Ligue      |     | Saison régulière | Saison régulière | Saison régulière | Saison régulière | Saison régulière |   | Séries éliminatoires | Séries éliminatoires | Séries éliminatoires | Séries éliminatoires | Séries éliminatoires |
| Saison     | Équipe                     | Ligue      | PJ  | B                | A                | Pts              | Pun              | PJ               | B | A                    | Pts                  | Pun                  |                      |                      |
| 1967-1968  | Nationals de London        | AHO        | 45  | 8                | 3                | 11               | 94               |                  |   |                      |                      |                      |                      |                      |
| 1968-1969  | Knights de London          | AHO        | 54  | 13               | 19               | 32               | 160              |                  |   |                      |                      |                      |                      |                      |
| 1969-1970  | Knights d'Omaha            | LCH        | 32  | 7                | 6                | 13               | 103              | 12               | 3 | 2                    | 5                    | 15                   |                      |                      |
| 1969-1970  | Bisons de Buffalo          | LAH        |     |                  |                  |                  |                  | 1                | 0 | 0                    | 0                    | 0                    |                      |                      |
| 1970-1971  | Knights d'Omaha            | LCH        | 69  | 13               | 15               | 28               | 164              | 11               | 0 | 4                    | 4                    | 29                   |                      |                      |
| 1970-1971  | Reds de Providence         | LAH        | 59  | 11               | 12               | 23               | 105              | 5                | 0 | 2                    | 2                    | 16                   |                      |                      |
| 1972-1973  | Reds de Providence         | LAH        | 72  | 15               | 24               | 39               | 131              | 4                | 2 | 0                    | 2                    | 15                   |                      |                      |
| 1973-1974  | Reds de Providence         | LAH        | 72  | 24               | 31               | 55               | 200              | 15               | 5 | 6                    | 11                   | 22                   |                      |                      |
| 1973-1974  | Rangers de New York        | LNH        | 5   | 1                | 1                | 2                | 2                |                  |   |                      |                      |                      |                      |                      |
| 1974-1975  | Rangers de New York        | LNH        | 61  | 5                | 1                | 6                | 66               |                  |   |                      |                      |                      |                      |                      |
| 1975-1976  | Blues de Saint-Louis       | LNH        | 45  | 2                | 3                | 5                | 47               |                  |   |                      |                      |                      |                      |                      |
| 1975-1976  | Kings de Los Angeles       | LNH        | 13  | 0                | 0                | 0                | 17               | 8                | 0 | 0                    | 0                    | 24                   |                      |                      |
| 1976-1977  | Kings de Los Angeles       | LNH        | 77  | 4                | 3                | 7                | 64               | 8                | 0 | 2                    | 2                    | 12                   |                      |                      |
| 1977-1978  | Kings de Los Angeles       | LNH        | 79  | 7                | 16               | 23               | 127              | 2                | 0 | 0                    | 0                    | 2                    |                      |                      |
| 1978-1979  | Kings de Los Angeles       | LNH        | 73  | 9                | 10               | 19               | 138              |                  |   |                      |                      |                      |                      |                      |
| 1979-1980  | Kings de Los Angeles       | LNH        | 75  | 4                | 3                | 7                | 91               | 2                | 0 | 0                    | 0                    | 4                    |                      |                      |
| 1980-1981  | Flames de Calgary          | LNH        | 50  | 5                | 7                | 12               | 94               | 1                | 0 | 0                    | 0                    | 0                    |                      |                      |
| 1981-1982  | Golden Eagles de Salt Lake | LCH        | 52  | 6                | 23               | 29               | 124              | 10               | 3 | 2                    | 5                    | 30                   |                      |                      |
| 1982-1983  | Golden Eagles de Salt Lake | LCH        | 69  | 11               | 13               | 24               | 114              | 6                | 1 | 2                    | 3                    | 2                    |                      |                      |
| Totaux LNH | Totaux LNH                 | Totaux LNH | 478 | 37               | 44               | 81               | 646              | 21               | 0 | 2                    | 2                    | 42                   |                      |                      |